# Exarcado patriarcal de Jordania
El exarcado patriarcal de Jordania (en árabe: إكسرخسية البطريركية الكاثوليكية المارونية في الأردن‎) es una circunscripción eclesiástica de la Iglesia católica en Jordania. Se trata de un exarcado patriarcal maronita, inmediatamente sujeto al patriarca de Antioquía de los maronitas. Desde el 16 de junio de 2012 su exarca patriarcal es el arzobispo Moussa El-Hage, de la Orden de los Antonianos Maronitas.

## Territorio y organización
El exarcado patriarcal tiene 89 342 km² y extiende su jurisdicción sobre los fieles católicos de rito antioqueno maronita residentes en Jordania.
La sede del exarcado patriarcal se encuentra en la ciudad de Amán, en donde se halla la Iglesia de San Chárbel.
En 2020 en el exarcado patriarcal existían 2 parroquias.

## Historia
En 1893 fue celebrado el Congreso Eucarístico Internacional en Jerusalén con la participación de una numerosa delegación maronita. Estos delegados recibieron pedidos de la comunidad maronita local y dos años después el obispo Elias Howayek (futuro patriarca) retornó a Jerusalén y adquirió una propiedad que convirtió en capilla. El 5 de mayo de 1895 fue inaugurada la capilla leyéndose una carta en la que el patriarca Jean Hajj creaba el vicariato patriarcal de Tierra Santa para reunir a los maronitas que vivían allí y que hasta entonces dependían directamente de la eparquía de Tiro en el Líbano.
El 11 de agosto de 1949 la jurisdicción del vicariato patriarcal fue extendida a Transjordania.
El vicariato patriarcal de Tierra Santa fue convertido en exarcado patriarcal de Jerusalén y Palestina el 5 de octubre de 1996 y limitado a los Territorios Palestinos y a Jerusalén. Jordania (ex Transjordania) fue separada como exarcado patriarcal aparte. Desde su erección ha sido encomendado el cuidado pastoral in persona episcopi del archieparca de Haifa y Tierra Santa.

## Estadísticas
Según el Anuario Pontificio 2021 el exarcado patriarcal tenía a fines de 2020 un total de 1000 fieles bautizados.
| Año                                                                             | Población            | Población | Población      | Sacerdotes | Sacerdotes    | Sacerdotes    | Bautizados por sacerdote | Diáconos permanentes | Religiosos | Religiosos | Parroquias |
| Año                                                                             | Bautizados católicos | Total     | % de católicos | Total      | Clero secular | Clero regular | Bautizados por sacerdote | Diáconos permanentes | Varones    | Mujeres    | Parroquias |
| ------------------------------------------------------------------------------- | -------------------- | --------- | -------------- | ---------- | ------------- | ------------- | ------------------------ | -------------------- | ---------- | ---------- | ---------- |
| 2005                                                                            | 1200                 | ?         | ?              | 1          | 1             |               | 1200                     |                      |            |            | 1          |
| 2010                                                                            | 1500                 | ?         | ?              | 2          | 2             |               | 750                      |                      |            |            | 2          |
| 2011                                                                            | 1500                 | ?         | ?              | 2          | 2             |               | 750                      |                      |            |            | 1          |
| 2012                                                                            | 1530                 | ?         | ?              | 1          | 1             |               | 1530                     |                      |            |            | 1          |
| 2015                                                                            | 1560                 | ?         | ?              | 1          | 1             |               | 1560                     |                      |            |            | 1          |
| 2018                                                                            | 700                  |           |                | 2          | 2             |               | 350                      |                      |            |            | 1          |
| 2020                                                                            | 1000                 | ?         | ?              | 1          | 1             |               | 1000                     | 4                    |            |            | 2          |
| Fuente: Catholic-Hierarchy, que a su vez toma los datos del Anuario Pontificio. |                      |           |                |            |               |               |                          |                      |            |            |            |

## Episcopologio
- Paul Nabil El-Sayah (5 de octubre de 1996-6 de junio de 2011 nombrado archieparca a título personal de curia del patriarcado de Antioquía de los maronitas)
- Moussa El-Hage, O.A.M., desde el 16 de junio de 2012